# Sigmodon toltecus
Sigmodon toltecus е вид бозайник от семейство Хомякови (Cricetidae).

## Разпространение
Видът е разпространен в Гватемала и Мексико.